# Walter Ortlepp
Walter Ortlepp, född 9 juli 1900 i Gotha, Sachsen-Coburg-Gotha, Kejsardömet Tyskland, död 23 oktober 1971 i Aschaffenburg, Bayern, Västtyskland, var en tysk nazistisk politiker och SS-general. 
Han var polischef i Weimar och inrikesminister i Land Thüringen. Han var därjämte personlig rådgivare åt Fritz Sauckel, Gauleiter och riksståthållare i Thüringen. Ortlepp var delaktig i organiserandet av Gestapo i Thüringen.
Kort efter andra världskrigets slut greps Ortlepp av amerikanska soldater och tillbringade flera år i olika interneringsläger. Han släpptes 1948 och verkade senare som advokat.